# مرکز ملی ورزش‌های آبی پکن
مرکز ملی ورزش‌های آبی پکن، همچنین مشهور به مکعب آب، نام ساختمان محل برگزاری مسابقات شنا، شیرجه و واترپلو در بازی‌های المپیک تابستانی ۲۰۰۸ پکن بود. این استادیوم آبی گنجایش بیش از ۱۷٫۰۰۰ تماشاگر را دارد. این ساختمان در شمال کشور چین توسط معماران برجسته‌ای از گروه آروپ و گروه دیگری از استرالیا به نام پی‌تی‌دبلیو آرشیتکتز ساخته شده که نظریه و ایده این گروه به دلیل به حداقل رساندن مصرف انرژی و همچنین ایده مناسبی که با توجه به کاربری دارد، توانست در بین نظرهای دیگر جایگاه ویژه‌ای پیدا کند و به مرحله اول راه پیدا کند. بسیاری از مردم معتقد بودند که مکعب آب، سریعترین استخر المپیک در جهان است چونکه این استخر ۱٫۳۱۴ متر از اغلب استخرهای المپیک عمیق‌تر است. پوشش به کار رفته در سطح خارجی مکعب و چگونگی عملکرد آن، مسئله آتش‌سوزی و چگونگی مقابله با آن استفاده از انرژی خورشیدی و نیز بازیافت آب مصرفی در استخر با توجه به کمبود بارش و آب در شهر پکن از جمله ویژگی‌های منحصربه‌فرد و خلاقانه این پروژه می‌باشد. مرکز ملی ورزش‌های آبی توسط شرکت بومی طراحی بین‌المللی ساخت‌و‌ساز چین طراحی شده و ساخت آن اندکی بیش از سه سال به طول انجامیده‌است. این ساختمان در تاریخ ۲۸ ژانویه ۲۰۰۸ برای بازی‌های المپیک تابستانی ۲۰۰۸ آماده گردید.
مکعب آب، یکی از ۳۷ تأسیساتی است که مسابقات المپیک تابستانی پکن در آن برگزار می‌شد. این سالن در کنار ورزشگاه ملی پکن موسوم به «آشیانه پرنده» واقع شده‌است.
در جریان مسابقات رشته‌های آبی در المپیک پکن در ۴۲ رشته مدال به ورزشکاران اهداء می‌شد.

## کاربری
مرکز شنا و بازی‌های آبی که شامل شیرجه واتر پلو و دیگر بازی‌های آبی است. این ساختمان با توجه به نوع کاربری و استفاده‌ای که از آن می‌شود، نیاز به کانسپت و ایده‌ای مناسب می‌تواند در نقش ساختمان به ما کمک کند.

## ایده
طراحان آروپ و مهندسان سازه بر این باور بودند که استفاده از ایده‌ و الگوی طبیعی حباب صابون بسیار تکرار‌‍پذیر و قابل ساخت است. در واقع ایده استفاده از الگوی حباب‌های طبیعی بسیار قبل‌تر و توسط دانشمندی به نام کلوین مطرح و ارائه شده بود. ساختار پیشنهادی این مجموعه از ترکیب حباب‌هایی شبیه به هم اما با چرخش حباب‌ها و زاویه‌های متفاوت می‌باشد. به‌طور کلی این مجموعه از ترکیب ۸ حباب جداگانه با ۲ شکل متفاوت بود، به عنوان ساده‌تر تمامی حباب‌ها از دو حباب اولیه ساخته شده‌است که با دوران و چرخش، یک دسته ۸ تایی را به وجود می‌آورد. این دو حباب اولیه شامل یک ۱۲ وجهی و یک ۱۴ وجهی می‌باشد، این ۱۲ وجهی از سطوح ۵ ضلعی تشکیل شده و ۱۴ وجهی‌ها از سطوح شش ضلعی. در کل با قرار گرفتن ۶ تا از ۱۲ وجهی‌ها و ۲ عدد از ۱۴ وجهی‌ها به یک مدول خواهیم رسید که با تکرار آن می‌توان به مکعبی با سطوح صاف و هندسه‌ای منظم دست یافت.

## شکل‌گیری و طراحی سازه
پروژه به صورت یک مکعب ساده و شفاف می‌باشد. این ساختمان دارای ابعادی به طول ۱۷۷ متر، عرض ۱۷۷ متر و ارتفاعی به اندازه ۳۱ متر می‌باشد. سازه این ساختمان از جنس فولاد است که با بیش از ۱۰۰٫۰۰۰ متر مربع از بالشتک‌های حبابی با پوششی از جنس ای‌تی‌اف‌ای پوشیده شده‌است و بزرگ‌ترین پوشش از این جنس در جهان محسوب می‌شود و مقدار مصرفی فولاد در این ساختمان ۶۵۰ تن است که با توجه با سازه آن که بر گرفته از سازه‌ای شبیه خطوط اطراف حباب است. توانسته‌اند مقدار مصرفی فلز را در ساختمان کاهش دهند؛ که این قضیه به خوبی توانسته‌است در کاهش مصرف انرژی به ساختمان در معماری پایدار نقش مهمی را ایفا کند. سازه این مجموعه بسیار شبیه به اجتماع مولکول‌های آب (H2O) و آرایش پیچیده از اجزای حباب مانند است که به صورت یک مکعب بزرگ و حجیم کریستالیزه شدهاست. سازه به کار رفته مکعب آب شامل دو جزء سازه داخلی و بدنه است که در نهایت بدنه توسط پوشش حبابی ساختمان پوشیده می‌شود. در تحلیل سازه‌ای بارهای ناشی از وزن سازه بار زلزله، بار باد و بار برف لحاظ شده‌است که در محاسبات بار زلزله از مشخصات ژئوتکنیک سایت پروژه استفاده شده‌است. طراحی لرزه‌ای سازه، یکی از مهم‌ترین مراحل کل روند طراحی بوده‌است. این ورزشگاه طوری طراحی شده که در مصرف انرژی مفید باشد، پوسته حبابی انرژی نور خورشید را جذب می‌کند و هوا و آب استادیوم را گرم می‌کند. هر حباب فیلتری دارد که میزان پراکنده شدن گرما را تنظیم می‌کند. این ورزشگاه سازه‌ای سبز و سازگار با محیط زیست محسوب می‌شود.
مسئله مهم در طراحی سازه مکعب آب
تغییر اندازه‌ها بر اثر انقباض و انبساط زیاد، به دلیل طول دهانه‌ها و ابعاد زیاد ساختمان و سازه بوده‌است و دیگر اینکه سازه بسیار مقاوم بنا قادر به حفظ شکل خود بر اثر وزن زیاد خود سازه باشد.
- ضخامت دیوارها: ۳٫۶ متر (از جنس سازه‌های فضاکار است).
- ضخامت سقف‌ها: ۷٫۲ متر (از جنس سازه‌های فضا کار)
- فولاد مصرفی: ۶۵۰۰ تن

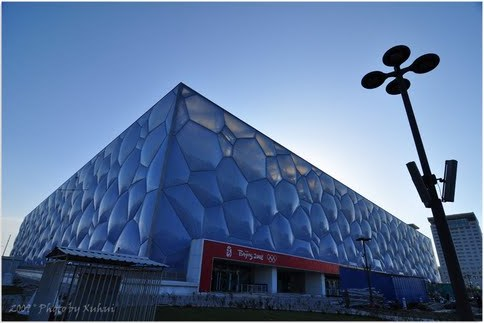
مکعب آبی در چاویانگ
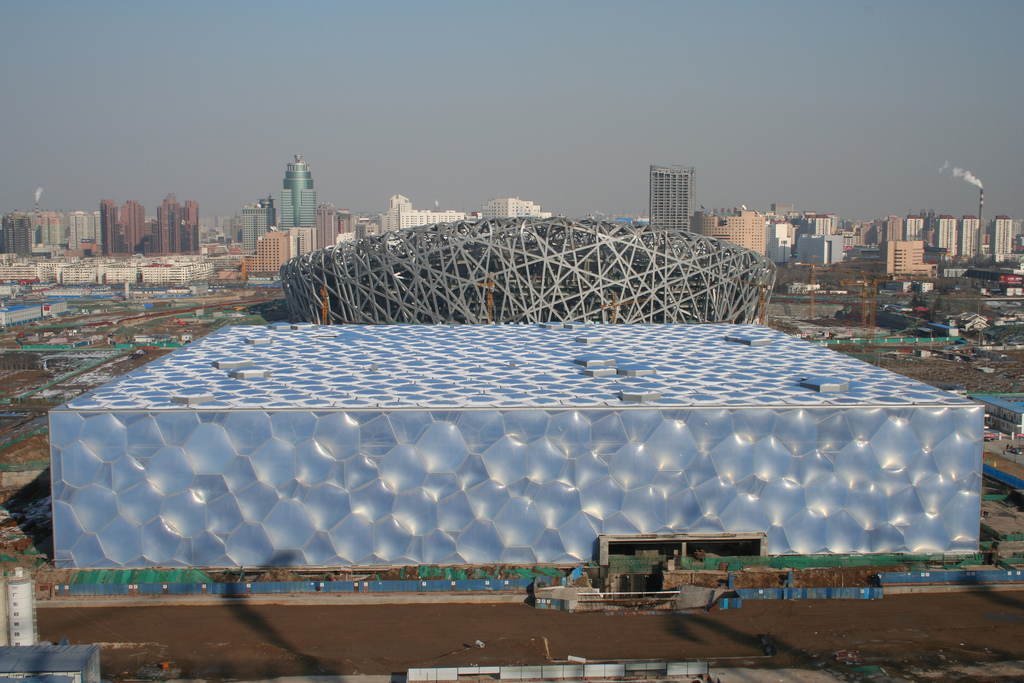
تصویر هوایی از مکعب آبی و آشیانه پرنده.
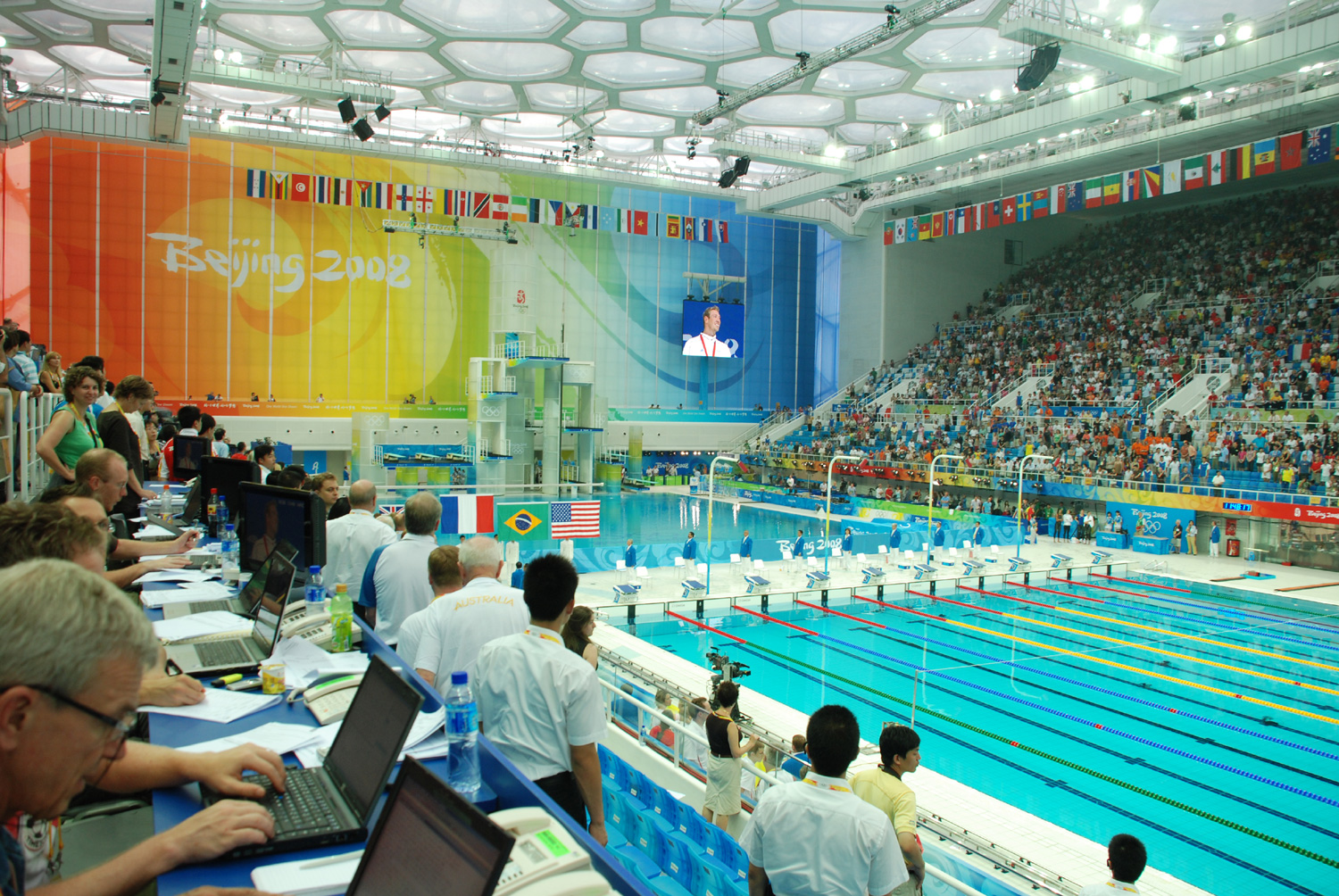
محیط داخلی مکعب آبی در ۱۴ اوت ۲۰۰۸
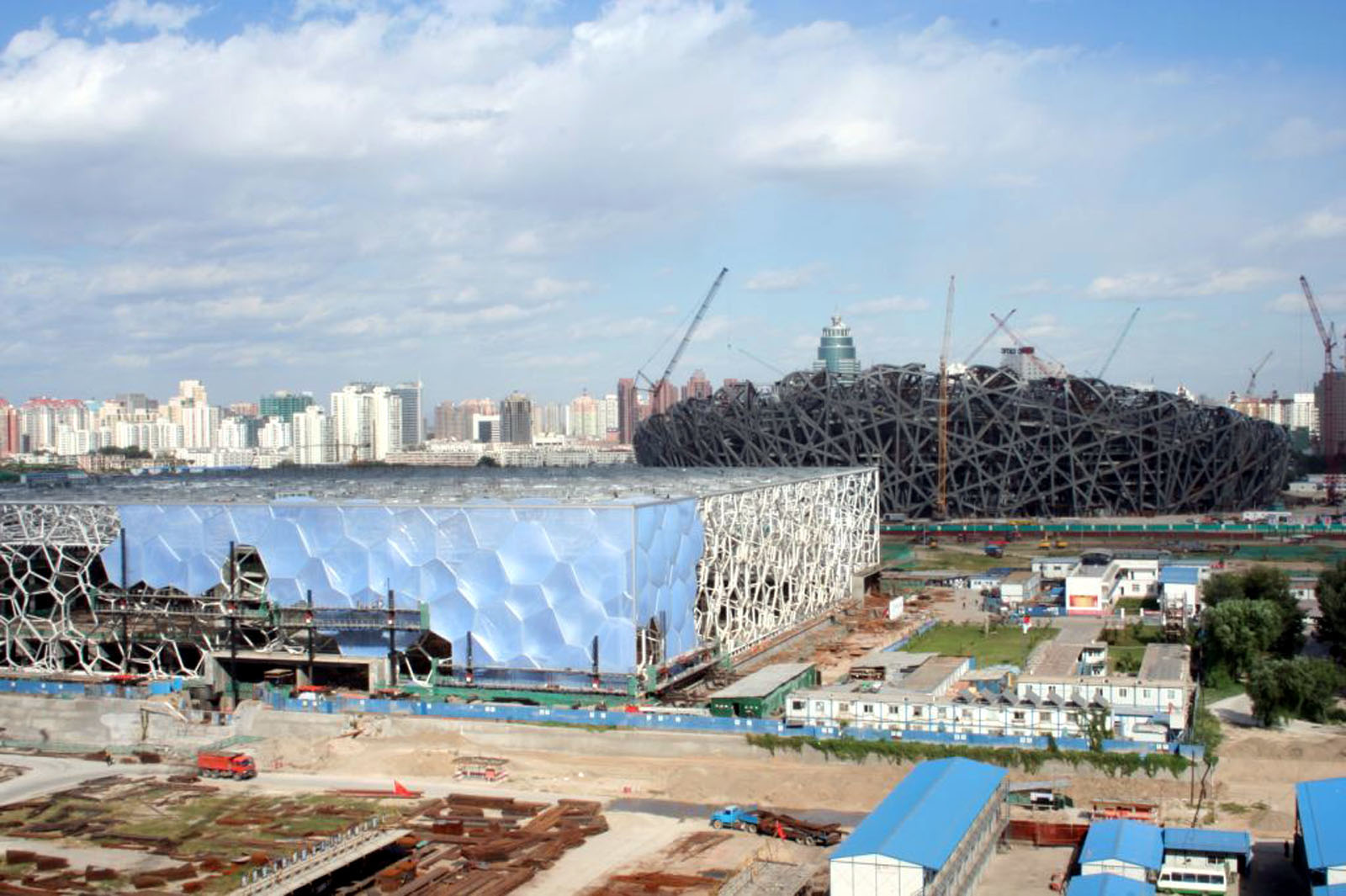
مرکز ملی ورزش‌های آبی پکن در حال ساخت

## روکش سازه
روکش مکعب‌ها از اتیل تترا فلوئور اتیلن (ETFE) که فلوئور پلیمری با ویژگی‌های کششی مناسب است برای کاربرد در این پروژه، راه حل خوبی است. به علاوه، مقاوم و سبک‌وزن است (وزنی معادل یک درصد همان ابعاد شیشه دارد) و شفافیتی بالا برای عبور اشعه ماوراءبنفش دارد؛ ای‌تی‌اف‌ای در مقابل نور خورشید فرسایش نمی‌یابد و خاصیت عایقی بهتری نسبت به شیشه داراست. همچنین قابل بازیافت بوده و نیز مقاومتی معادل چهارصد برابر وزن خود دارد.
امروزه فویل‌های ای‌تی‌اف‌ای، در کنار مصالحی نظیر شیشه، پلی کربنات، اکریلیک و … ازجمله مصالح مورد استفاده در پوشش‌های ساختمانی هستند که معمولاً هم در نما و هم در نورگیرهای سقفی استفاده می‌گردند. کیفیت ویژهٔ این مصالح ساختمانی نظیر شفافیت زیاد، مقاومت عالی در برابر آلودگی‌های محیطی و خاصیت ضد چسبندگی، مقاومت بالا در برابر تابش فرابنفش و عمر مفید طولانی، سبکی و بی‌خطر بودن، امکان تنظیم شفافیت و جلوهٔ بصری پوسته از دیگر خصوصیات این پوسته به‌شمار می‌آید.

## حرکت به سوی معماری پایدار
یکی از نیازها و خواسته‌های اصلی ورزش‌های آبی، تأمین انرژی گرمایشی است. فضای میانی بین این حباب‌ها و پوشش‌های ای‌تی‌اف‌ای آن، فضایی همانند گلخانه را به وجود آورده‌است. این فضاهای گلخانه‌ای و دستگاه‌های تأسیساتی که مخصوص آن طراحی شده‌اند، کمک می‌کنند تا انرژی گرمایشی مورد نیاز برای آب استخرها و فضای مکعب به خوبی تأمین شود. این تدبیر باعث صرفه جویی ۳۰٪ در انرژی شده‌است.
نکته دوم، تأمین آب استخرها می‌باشد با توجه به کمبود آب در منطقه شمال چین و استفاده فراوان آب در این مجموعه، در بام و در بین حباب‌ها، شیارهایی طراحی شده‌است که ضمن جمع‌آوری باران، بازیافت ۸۰٪ از آب باران را جهت استفاده در مجموعه بر عهده گرفته‌است.

## هزینه ساخت
هزینه ساخت این سالن بین ۱۵۰ تا ۲۰۰ میلیون دلار تخمین زده شده‌است. با این حال در حدود ۱۱۰ میلیون دلار از هزینه ساخت این ورزشگاه از طریق اعانه‌های شخصی مردم در هنگ کنگ، تایوان و ماکائو تأمین شده‌است.